# Mistrzostwa Europy Strongman 1995
Mistrzostwa Europy Strongman 1995 – doroczne, indywidualne
zawody europejskich siłaczy.
Data: 1995 r.

Miejsce: Heide  Niemcy
WYNIKI ZAWODÓW:
| Miejsce | Zawodnik             | Kraj      | Punkty              |
| ------- | -------------------- | --------- | ------------------- |
| 1.      | Riku Kiri            | Finlandia | 77                  |
| 2.      | Jouko Ahola          | Finlandia | 70,5                |
| 3.      | Magnús Ver Magnússon | Islandia  | 62,5                |
| 4.      | Heinz Ollesch        | Niemcy    | 62                  |
| 5.      | Jamie Reeves         | Anglia    | 55,5                |
| 6.      | Gary Taylor          | Walia     | 51                  |
| 7.      | Martin Muhr          | Niemcy    | 46                  |
| 8.      | Berend Veneberg      | Holandia  | 44,5 (kontuzjowany) |
| 9.      | Flemming Rasmussen   | Dania     | 43                  |
| 10.     | Ted van der Parre    | Holandia  | 38                  |
| 11.     | Forbes Cowan         | Szkocja   | 35                  |
| 12.     | László Fekete        | Węgry     | 34,5                |